# Иоахим Эрнст (герцог Ангальта)
Иоахим Эрнст, полное имя Иоахим Эрнст Вильгельм Карл Альбрехт Леопольд Фридрих Мориц Эрдман герцог Ангальта (нем. Joachim Ernst Wilhelm Karl Albrecht Leopold Friedrich Moritz Erdmann von Anhalt; 11 января 1901, Дессау, Княжество Ангальт — 18 февраля 1947, Специальный лагерь №2 в Бухенвальде, Германия) — последний герцог Ангальта. Он был последним из вступивших на престол монархов государств-членов Германской империи и единственным из них, родившимся в XX веке.

## Биография
Герцог Иоахим Эрнст родился в Дессау и был четвёртым ребёнком и вторым сыном принца Эдуарда Ангальтского (1861—1918) и принцессы Луизы, урождённой Саксен-Альтенбургской (1873—1953). По отцовской линии — внук ангальтского герцога Фридриха I и Антуанетты Саксен-Альтенбургской, по матери — Морица Саксен-Альтенбургского и Августы Саксен-Мейнингенской. По материнской линии приходился кузеном Константиновичам.
После смерти в 1918 году сначала дяди, Фридриха II, а потом правившего только пять месяцев отца, герцога Эдуарда, 13 сентября 1918 года Иоахим Эрнст вступил на престол. В силу возраста (ему исполнилось лишь 17 лет) был назначен регент. Им стал другой дядя герцога — принц Ариберт Ангальтский. Однако уже через два месяца, 12 ноября 1918 года в ходе Ноябрьской революции герцог был свергнут, и его дядя подписал акт об отречении. Герцогство было преобразовано в Свободное государство Анхальт.
В годы Второй мировой войны Иоахим Эрнст состоял в НСДАП (с 1 ноября 1939 года). Согласно «Призывному листу» бывшего правителя Ангальта он был зарегистрирован 21 сентября 1939 года в штабе второго запасного пехотного батальона, который располагался в Хальберштадте. Однако он был арестован криминальной полицией в Берлине и с января по апрель 1944 года содержался в концлагере Дахау, хотя в архиве концлагеря дело герцога отсутствует. После вмешательства шефа СС Генриха Гиммлера Иоахим Эрнст был выпущен на свободу . Содержание в лагере впоследствии позволило заявлять о его преследовании «за антифашистские убеждения». Но Бригитта ван Канн, славист, специализирующаяся на российско-германской проблематике Второй мировой войны и послевоенного времени, считает, что столь кратковременное заключение было связано с тем, что Иоахим Эрнст имел в Дахау категорию «принудительные работы», которую получали лица, совершившие административные или уголовные проступки.
Группой НКВД СССР 3 сентября 1945 года Иоахим Эрнст Ангальтский был арестован как член фашистской партии и крупный землевладелец, использовавший в ходе войны труд остарбайтеров. После ареста содержался в тюрьме городе Галле. С марта 1946 года находился в спецлагере НКВД, где скончался 18 февраля 1947 года.
Постановлением Генеральной прокуратуры Российской Федерации от 10 декабря 1992 года Иоахим Эрнст был реабилитирован.

Генеральной прокуратурой Российской Федерации были приняты дополнительные меры по выяснению обстоятельств ареста Вашего отца. С учётом результатов проверки и принимая во внимание исключительный характер рассматриваемого дела, в целях восстановления законности, Генеральная прокуратура России в соответствии с действующим уголовно-процессуальным законодательством сочла возможным признать арест и помещение в концлагерь Иоахима Эрнста Герцога фон Ангальта незаконным. В этой связи производство по настоящему делу прекращено за отсутствием в его действиях состава преступления, то есть по реабилитирующим обстоятельствам.— Справка Генеральной прокуратуры от 10 декабря 1992
Однако Генеральная прокуратура формально не имела на это права, о чём прокуратура извещала наследников герцога ранее:

С учётом того, что Вы и значительное число иностранных граждан, репрессированных по действовавшим в тот период советским законам, вне территории России не обладают правом на реабилитацию, Генеральной прокуратурой Российской Федерации подготовлено ходатайство в комиссию по реабилитации жертв политических репрессий Верховного Совета Российской Федерации о признании этого права. Как только указанное положение будет закреплено в законодательном порядке, фон Ангальт будет незамедлительно реабилитирован Генеральной прокуратурой Российской Федерации — Справка Генеральной прокуратуры 19 мая 1992.
В 1990-е годы сын и наследник Иоахима Эрнста — Эдуард — добивался наряду с реабилитацией отца возвращения серебряного кубка XVI века и 17 уникальных серебряных скульптур рубежа XVII—XVIII вв. работы аугсбургских мастеров, являвшихся частью фамильной сокровищницы рода Ангальт и находившихся с 1952 года в Эрмитаже.

## Семья и дети
Герцог Иоахим Эрнст был женат дважды. В 1927 году он вступил в брак с Элизабет Штрикродт (Strickrodt) (1903—1971), но пара развелась в 1929 году. Брак был бездетен.
Вторично герцог Иоахим Эрнст женился на Эдите Марвитц (1905—1986) в замке Балленштедт в 1929 году. Во втором браке герцог Иоахим Эрнст имел 5 детей:
- Мария Антуанетта Ангальтская (1930—1993)
- Анна Луиза Ангальтская (1933—2003)
- Леопольд Фридрих (1938—1963), был главой дома в 1947—1963 гг.
- Эдда Ангальтская (род. 1940)
- Эдуард (род. 1941), титулярный герцог Ангальта с 1963 года.

## Награды
- Династический орден Альбрехта Медведя, большой крест
- Памятная медаль «Древо мира» особого класса с рубинами (Словакия; 11 января 2021, посмертно) — награждён по случаю 120-летия с дня рождения «в пам'ять» как жертва политический репрессий[8].